# W. Sander & Sohn (Geestemünde)

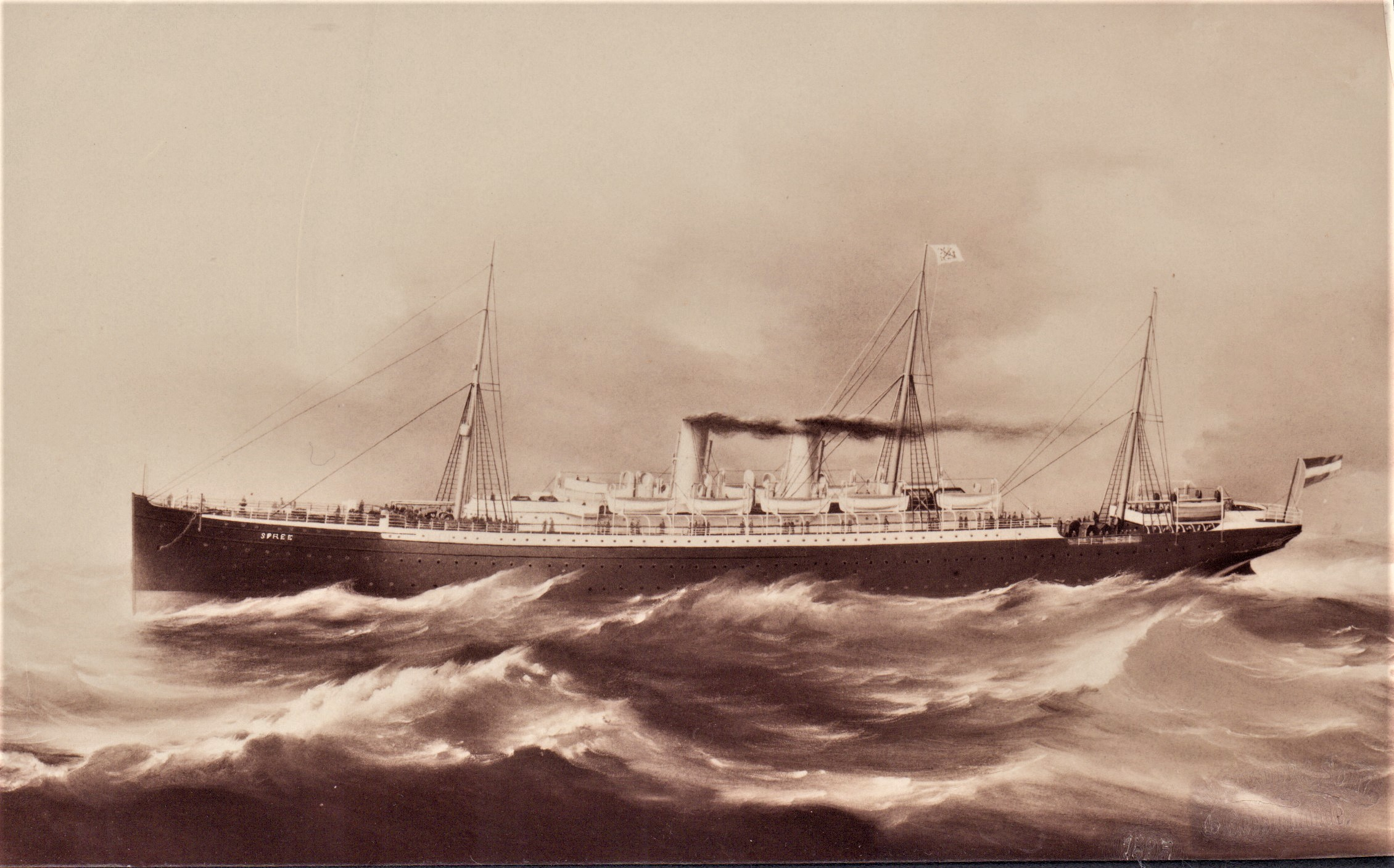
1895: Das Dampfschiff SS Spree;
Albuminabzug auf Trägerkarton (Ausschnitt) von W. Sander & Sohn

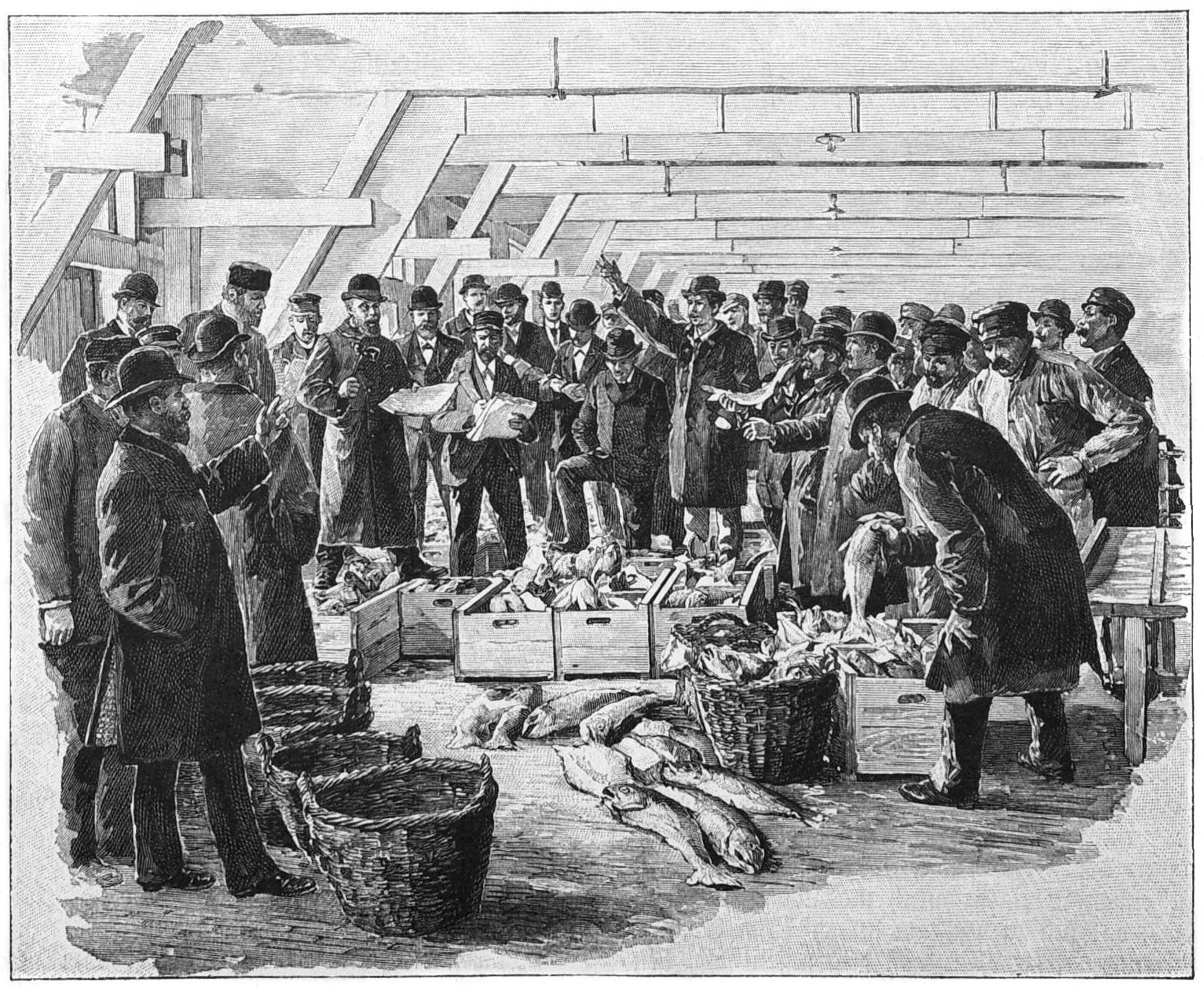
1897: „Fischauktion in Geestemünde“, nach fotografischer Vorlage von W. Sander & Sohn gezeichnet von Fritz Bergen;
Holzstich in Die Gartenlaube

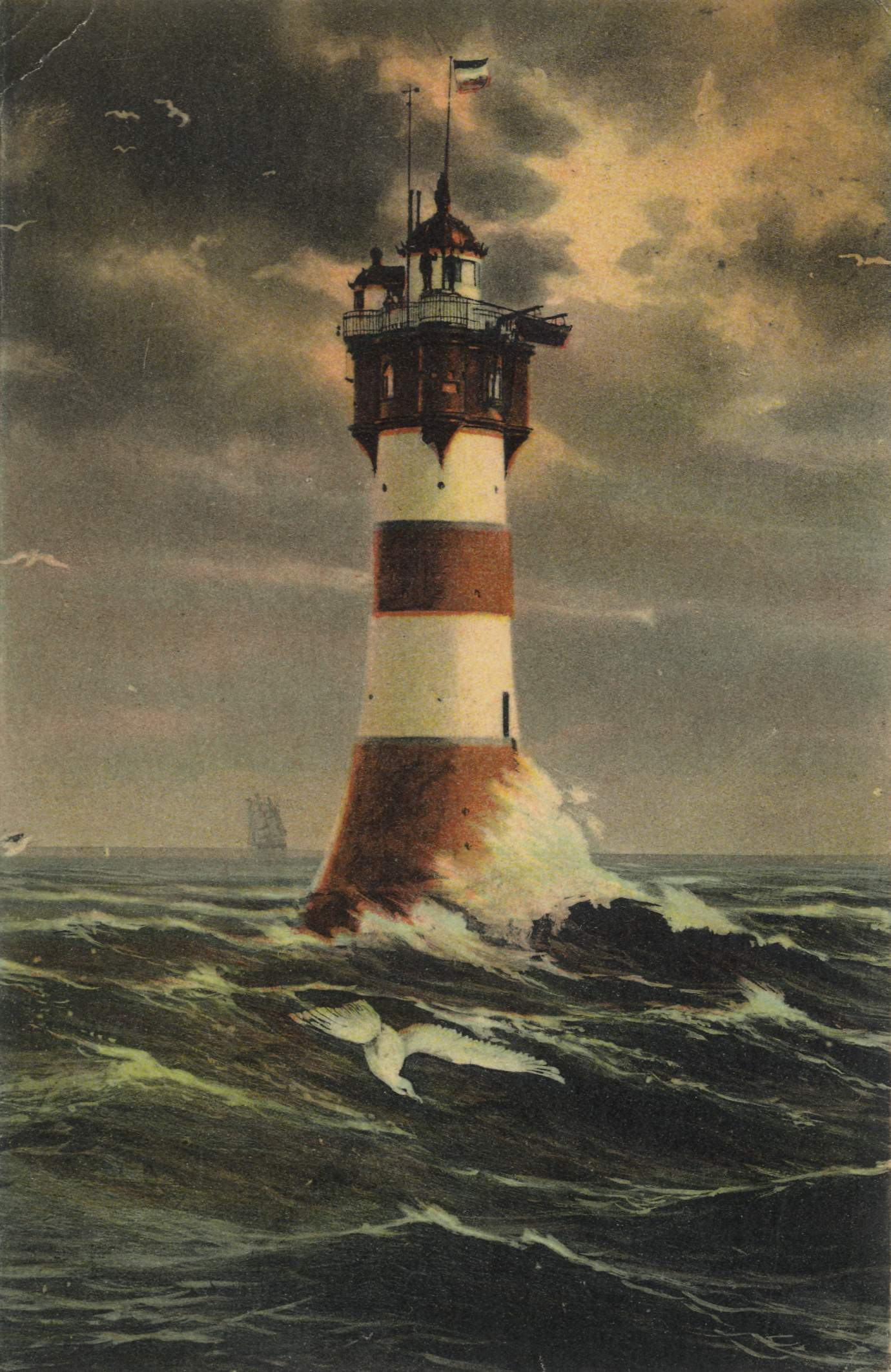
Um 1900: „Rotesandleuchtturm vor der Wesermündung“;
Ansichtskarte als Chromolithographie im Verlag von W. Sander & Sohn

W. Sander & Sohn war ein im 19. Jahrhundert gegründetes Fotografie-Unternehmen mit Sitz in Geestemünde bei Bremerhaven. Die insbesondere maritimen Aufnahmen und Schiffsbilder des Unternehmens wurden als Vorlagen für Zeichnungen beispielsweise in Zeitschriften wie Über Land und Meer abgedruckt. oder Die Gartenlaube abgedruckt.
1908 wurde die auch als Verlag auftretende Firma von dem Fotografen Philipp Meinken übernommen, der im selben Jahr seinen Hauptsitz von Bremerhaven in die Borriesstraße 10 in Geestemünde verlegte.